# كيفين أليمان
Keven Alemán (بالإسبانية: Keven Alemán) (و. 1994  م) هو لاعب كرة قدم من كوستاريكا، وكندا، ولد في سان خوسيه، كوستاريكا، شارك في بطولة كونكاكاف تحت 17 سنة 2011، وكأس الكونكاكاف الذهبية 2013، و2013 CONCACAF U-20 Championship ‏، وكأس العالم تحت 17 سنة لكرة القدم 2011، وكرة القدم في دورة الألعاب الأمريكية 2015 – منافسة الرجال ‏، مركز لعبه هو مهاجم داخلي.
.

## روابط خارجية
- كيفين أليمان على موقع الاتحاد الدولي (مؤرشف)  (الإنجليزية)
- كيفين أليمان على موقع قاعدة بيانات كرة القدم.إي يو (الإنجليزية)
- كيفين أليمان على موقع ناشيونال فوتبول تيمز (الإنجليزية)
- كيفين أليمان على موقع Soccerway.com (الإنجليزية)